# 散穗甜茅
散穗甜茅（学名：Glyceria triflora var. effusa）为禾本科甜茅属下的一个变种。

## 扩展阅读
- 維基物種上的相關：散穗甜茅